# Hailey Sole
Hailey Sole (* in Texas) ist eine US-amerikanische Schauspielerin und Model. Bekannt wurde sie vor allem durch ihre wiederkehrenden Rollen in der Webserie Ghost Whisperer: The Other Side, basierend auf der Fernsehserie Ghost Whisperer – Stimmen aus dem Jenseits, und Private Practice.

## Leben und Karriere
Die im US-Bundesstaat Texas geborene Hailey Sole begann ihre Modelkarriere in noch jungen Jahren bei den in den Vereinigten Staaten, aber vor allem in Texas, sehr beliebten Schönheitswettbewerben für kleine Mädchen. Dabei wurde die Kleine unter anderem im Jahre 2007 zur „National American Miss Texas Princess“ gewählt und rangierte bei den National-Schönheitswettbewerben unter den Top 5. Zudem wurde sich auch noch mit den Titeln „Most Photogenic“, „Most Promising Model“ und „Best Actress“ ausgezeichnet. Vor allem durch ihr Talent in diesem Bereich ist es zu verdanken, dass sie bald darauf den Weg ins Film- und Fernsehgeschäft schaffte. Dabei wurde sie im Jahre 2008 unter anderem für eine wiederkehrende Rolle in der erfolgreichen Fernsehserie Private Practice gecastet und daraufhin auch in den offiziellen Cast der Serie aufgenommen. Dort hatte sie schließlich bis 2012 in insgesamt elf verschiedenen Episoden die Rolle der Betsey Parker inne, für die sie im Jahre 2011 unter anderem für einen Young Artist Award in der Kategorie „Best Performance in a TV Series – Recurring Young Actress Ten and Under“ nominiert wurde. Dabei mimte sie die Tochter der Sprechstundenhilfe William „Dell“ Parker (gespielt von Chris Lowell). 2009 folgte auch noch ein Engagement in der Serie Ghost Whisperer – Stimmen aus dem Jenseits, gefolgt von einer fixen Buchung für die auf der Serie basierenden Webserie Ghost Whisperer: The Other Side. In dieser wurde sie im Jahre 2009 in gleich neun verschiedenen Folgen eingesetzt und hatte mit dieser Rolle ebenfalls Erfolg.

## Filmografie
- 2008–2011: Private Practice (Fernsehserie, 11 Episoden)
- 2009: Ghost Whisperer – Stimmen aus dem Jenseits (Ghost Whisperer, Fernsehserie, Episode 4x23)
- 2010: Ghost Whisperer: The Other Side (Webserie, 8 Episoden)
- 2011: The Middle (Fernsehserie, Episode 3x07)
- 2012: Harry’s Law (Fernsehserie, Folge 2x14)
- 2012: Parks and Recreation (Fernsehserie, Folge 5x03)
- 2013: The Caterpillar’s Kimono
- 2013: Franklin & Bash (Fernsehserie, 2 Folgen)
- 2014–2015: Criminal Minds (Fernsehserie, 6 Episoden)
- 2015: Wet Hot American Summer: First Day of Camp (Fernsehserie)

## Nominierungen
- 2011: Young Artist Award in der Kategorie „Best Performance in a TV Series – Recurring Young Actress Ten and Under“ für ihr Engagement in Private Practice[2]